# Département de La Paz (Salvador)
Pour les articles homonymes, voir Département de La Paz.
La Paz est un département du Salvador, situé au sud du pays. Sa capitale est Zacatecoluca. Il a une superficie de 1 224 km² pour une population d'environ 320 000 habitants.
Le département fut créé en février 1852.

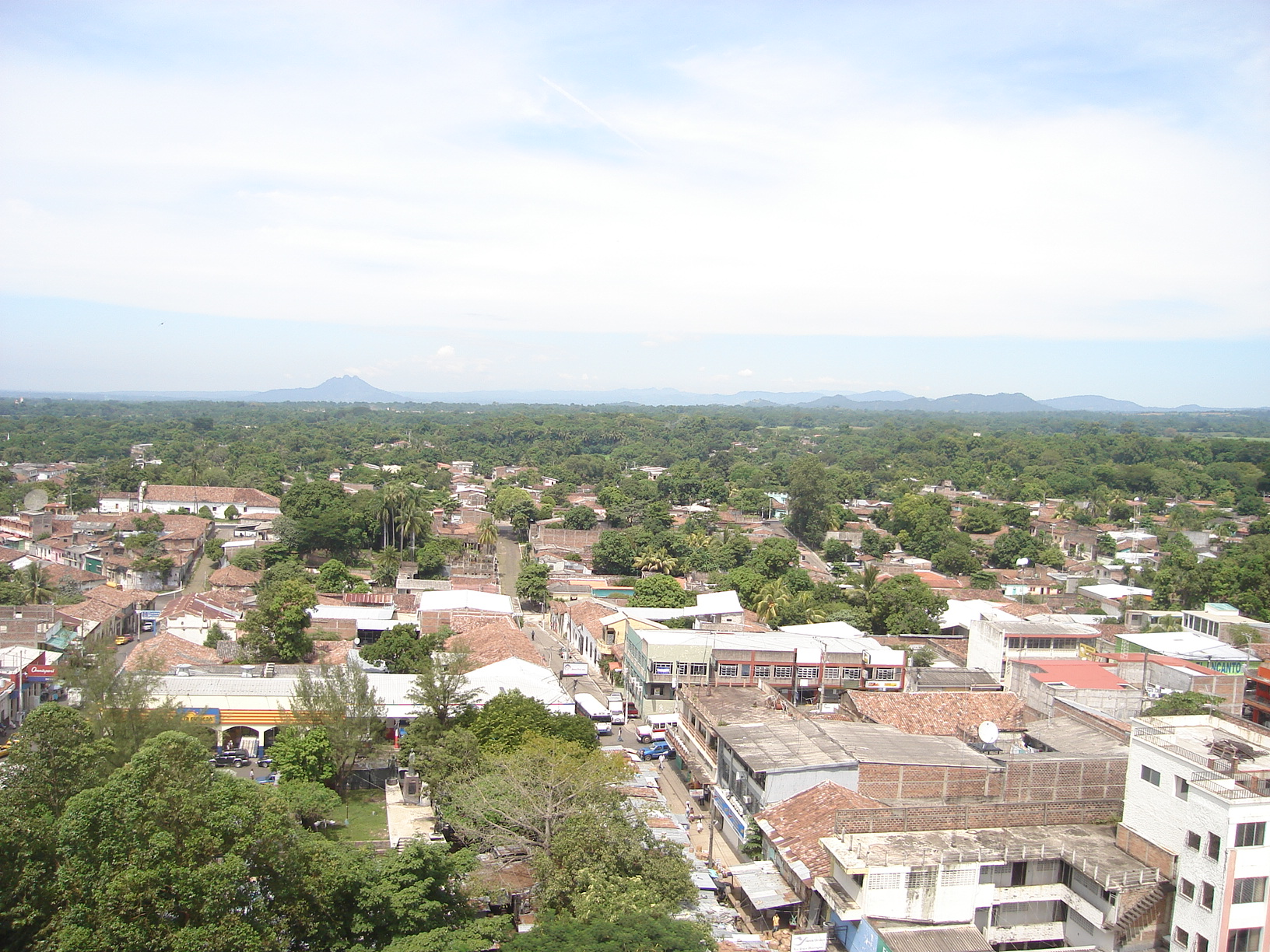

On peut y trouver de nombreuses grottes avec des inscriptions datant de l'époque maya. L'église de Zacatecoluca est célèbre pour avoir été le lieu de baptême du héros de l'indépendance, le Docteur Jose Simeon Cañas y Villacorta. Il est connu comme étant le « libérateur des esclaves d'Amérique centrale ».
En 1833, Anatasio Aquino, un indigène, se proclama « Empereur du Nonualcos ».  

## Municipalités
1. Cuyultitán
2. El Rosario
3. Jerusalén
4. Mercedes La Ceiba
5. Olocuilta
6. Paraíso de Osorio
7. San Antonio Masahuat
8. San Emigdio
9. San Francisco Chinameca
10. San Juan Nonualco
11. San Juan Talpa
12. San Juan Tepezontes
13. San Luis La Herradura
14. San Luis Talpa
15. San Miguel Tepezontes
16. San Pedro Masahuat
17. San Pedro Nonualco
18. San Rafael Obrajuelo
19. Santa María Ostuma
20. Santiago Nonualco
21. Tapalhuaca
22. Verapaz
23. Zacatecoluca